# Narynská oblast
Narynská oblast (kyrgyzsky Нарын областы, rusky Нарынская область) je jednou ze sedmi oblastí Kyrgyzstánu. Nachází se v centrální části země. Byla založena 11. prosince 1970 v rámci Kyrgyzské SSR. Předtím existovala v letech 1939–1962 pod názvem Ťan-šanská oblast. Má rozlohu 45 200 km². Má 269 700 obyvatel (2005). Hlavním městem je Naryn.

## Poloha
Oblast hraničí se čtyřmi oblastmi Kyrgyzstánu (Ošskou na jihozápadě, Džalalabadskou na západě, Čuskou na severu a Issykkulskou na severovýchodě) a s autonomní oblastí ČLR Sin-ťiang na jihovýchodě.

## Horopis
Rozkládá se na území Vnitřního Ťan-Šanu, který se skládá ze složitého systému hřbetů. Ty jsou rozdělené rozsáhlými říčními údolími a kotlinami. V průměru roste nadmořská výška ze západu oblasti na východ. Na jihovýchodě se táhne hřbet Kokšaal-Tau (do 5982 m), na jihozápadě Ferganský hřbet (do 4692 m), na severozápadě východní část hřbetu Susamyrtau (do 4048 m) a hřbet Džumgaltau (do 3947 m), na severovýchodě západní část hřbetu Těrský Alatau a hřbet Džetim (více než 4500 m). V centrální části oblasti to jsou hřbety Džamantau (do 4718 m), Atbaši (do 4786 m), Naryntau, Moldotau aj. Charakteristické jsou zde relativně plochá vysokohorská prostranství tzv. syrty. Velké mezihorské kotliny jsou na severu Kočkorská a Džumgalská, v centrální části Narynská a Atbašinská, na jihu nejvýše položená Aksajská, Čatyrkolská a na západě Toguztorouská. Jejich nadmořská výška se pohybuje od 1000 až 1200 m do 3800 m.

## Klima
Klima je ryze kontinentální. Zima je tuhá a léto přiměřeně chladné. Průměrná teplota je v lednu −10,1 °С v Kočkorce a −27,7  °С v Aksajské kotlině. Průměrná teplota je v červenci 21 °С v Kazarmanu a 9  °С v Aksajské kotlině. V oblasti jsou typické velké výkyvy teploty vzduchu během 24 hodin. Množství srážek za rok se pohybuje na převážné části území oblasti mezi 200 a 300 mm. Nejvíce jich je v jarních a letních měsících. V některých kotlinách (Kočkorská) není téměř nikdy v zimě sníh. Největší zalednění je na hřbetu Kokšaal-Tau pod štítem Dankova.

## Vodní zdroje
Řeky náleží k povodím Narynu (70 %), Tarimu (20 %) a Ču. Řeka Naryn přijímá na území oblasti významné přítoky zprava (Malý Naryn, Kjokjomeren) a zleva (Atbaši, Alabuka). Na severu oblasti pramení řeka Ču. Na jihu tečou řeky Aksaj, Mjudjurjum, Uzengeguš. Většina řek je ledovcovo-sněhového původu. Největší vodnosti dosahují od března do června (až 50 % ročního průtoku). Povodně nastávají v květnu a červnu. Řeky jsou velkým zdrojem vodní energie (hydroelektrárna na Atbaši). Pro zavlažování se využívají přítoky Narynu. Na řece Ču byla vybudována Ortotokojská přehrada. Největší jezera jsou sladkovodní Sonkol a bezodtokové slané Čatyrkol. Obě leží v nadmořské výšce přes 3000 m. Známé jsou Čatyrkolské minerální prameny.

## Půdy a flóra
V oblasti převládá rostlinstvo horských stepí a polopouští. V nejnižších místech se nacházejí pelyňkové a travnato-pelyňkové pouštní stepi (polopouště) na písčitohlinitých štěrkovitých půdách horských dolin. Vyšší části svahů jsou pokryty subalpskými a alpskými loukami. V nejvyšších horách se vyskytuje horská tundra a na východě studená vysokohorská poušť. Rostou zde keřová společenstva (růže šípková, dřišťál obecný, zimolez obecný) a lesy v dolinách (topoly, vrby) a na svazích ťanšanské smrky, cypřiše aj.

## Fauna
Na území oblasti žijí ovce, kozorožci, sněžní levharti, kuny, vlci, lišky, svišti.